# ويندي نابير
ويندي نابير (1 أكتوبر 1957 - ) (بالإنجليزية: Wendy Napier)‏ هي لاعبة كريكت أسترالية. شاركت مع منتخب أستراليا الوطني للكريكت.

## وصلات خارجية
- ويندي نابير على موقع إي آس بي آن كريك إنفو (الإنجليزية)